# Cocody Rock!!!
Cocody Rock!!! is het derde album van de Ivoriaanse reggaezanger Alpha Blondy.
Het album, dat in 1984 uitgebracht werd, was het eerste album van Alpha Blondy op het platenlabel Shanachie. In 1988 werd het album opnieuw uitgebracht.
Cocody Rock!!! is opgenomen in Parijs en Kingston. Op de plaat zijn diverse Afrikaanse en Jamaicaanse muzikanten te horen, waaronder Jocelyne Beroard (van Kassav') als achtergrondzangeres.

## Tracklist
1. Cocody Rock (4:57)
2. Téré (4:21)
3. Super Powers (5:16)
4. Interplanetary Revolution (4:36)
5. Fangandan Kameleba (5:32)
6. Bory Samory (5:10)